# Frederik Vittinghof
Frederik (Friedrich) lensbaron Vittinghof (kaldet Scheel) (2. februar 1624 på Autzen i Kurland – 7. maj 1691 i København) var en dansk overhofmester.

## Liv og gerning
Han var født på godset Autzen i Kurland 2. februar 1624. 1654 blev han ansat som hofjunker ved det danske hof, blev 1660 kammerjunker, samme år kammerherre og året efter "ældste kammerherre"; ved siden af denne sin hofstilling var han 1657 blevet ritmester i oberst Ecksteins regiment i Norge, der samme år stod i Båhus Len. 1660 udnævntes han til råd og landdrost i Pinneberg og købte året efter herregården Eskebjerg på Fyn. Da prinsesse Ulrikke Eleonore 1680 blev gift med kong Carl XI af Sverige, fulgte han hende som guvernør for hendes hofstat og udnævntes senere til hendes overhofmester, hvilken stilling han beklædte til 1684.
12. marts 1680 havde han fået Eskebjerg oprettet til baroni under navnet Scheelenborg, købte 1685 Knabstrup og Holbæk Slot, 1687 Birkholm (Løvenborg) og 1690 Broløkke på Fyn, hvilke godsers tilliggende, særlig Knabstrups, han betydelig forøgede ved køb og mageskifte. Vittinghof, der 1684 havde fået det hvide bånd, døde i København 7. maj 1691. 

## Ægteskab og familie
Han var gift med Eleonore Marie Sehested (født i Mecklenburg 1630) på Birkholm 4. juni 1696. Deres store besiddelser gik efter hans død over til datteren Sophie Charlotte, gift med general Schack Brockdorff, som arvede baroniet.